# Кубинска дървесна жаба
Кубинската дървесна жаба (Osteopilus septentrionalis) е вид жаба от семейство Дървесници (Hylidae). Видът не е застрашен от изчезване.

## Разпространение
Разпространен е в Бахамски острови, Кайманови острови и Куба. Внесен е в Американски Вирджински острови, Ангуила, Британски Вирджински острови, Гваделупа, Коста Рика, Пуерто Рико, САЩ и Търкс и Кайкос.

## Описание
Продължителността им на живот е около 12,9 години. Популацията на вида е нарастваща.